# Natalija Kobzar
Natalija Mikolaïvna Kobzar (in ucraino Наталія Миколаївна Кобзар?; Kremenčuk, 19 gennaio 2000) è un'atleta paralimpica ucraina, attuale campionessa nei 400 metri piani femminili nella categoria T37. È specializzata nei 100, 200 e 400 metri piani e corre nella classe T37 femminile.

## Biografia
Natalija Mikolaïvna Kobzar è nata il 19 gennaio 2000 a Kremenčuk, in Ucraina.
Nel 2021, Kobzar partecipò alle Paralimpiadi di Tokyo, arrivando il 31 agosto al secondo posto nei 400 m piani con un tempo di 1:01.47.
Nel 2024, alle Paralimpiadi di Parigi, il 30 agosto si aggiudicò l'argento nei 200 m in 27.43 e il 3 settembre l'oro nei 400 m in 1:00.92.

## Palmarès
- Giochi paralimpici: 3[1]
 Argento a Tokyo 2020 (categoria 400 m T37)[2]
 Oro a Parigi 2024 (categoria 400 m T37)[4]
 Argento a Parigi 2024 (categoria 200 m T37)[3]
- Campionati mondiali: 5
 Oro a Londra 2017 (categoria 200 m T37)[5]
 Argento a Londra 2017 (categoria 400 m T37)[5][6]
 Argento a Londra 2017 (categoria 100 m T37)[5]
 Oro a Dubai 2019 (categoria 400 m T37)[7]
 Argento a Parigi 2023 (categoria 400 m T37)
- Campionati europei: 5
 Oro a Berlino 2018 (categoria 400 m T37)
 Argento a Berlino 2018 (categoria 100 m T37)
 Oro a Bydgoszcz 2021 (categoria 400 m T37)
 Argento a Bydgoszcz 2021 (categoria 200 m T37)
 Argento a Bydgoszcz 2021 (categoria 100 m T37)